# Осмотица
Осмо́тица (бел. Асмо́ціца) — река в Городокском районе Витебской области Белоруссии, в бассейне Свины.
Вытекает из озера Большое Свино (южной части озера Свино), течёт по болотистой местности и впадает в озеро Большая Осмота.
Длина реки составляет 2 км.